# Nadav Guedj
Nadav Guedj (Hebreeuws: 'נדב גדג) (Parijs, 2 november 1998) is een Frans-Israëlische zanger.

## Biografie
Guedj werd op 2 november 1998 geboren in de Franse hoofdstad Parijs. Hij won op 17 februari 2015 op 16-jarige leeftijd het tweede seizoen van het Israëlische tv-programma Rising Star, waardoor hij Israël mocht vertegenwoordigen op het Eurovisiesongfestival 2015 in Wenen. Hij deed dit met het lied Golden Boy en wist hiermee de finale te halen, wat Israël sinds 2010 niet meer was gelukt. In het nummer bezingt hij een reisadvies: "And before I leave, let me show you Tel-Aviv." In de finale bereikte hij de 9de plaats met 97 punten. Op 30 mei 2015 kwam hij op plaats 36 binnen in de Ultratop TMF 50. Het nummer stond twee weken in deze ultratop. In mei 2016 volgde zijn debuutalbum Nadav Guedj.

## Discografie

### Singles
| Single met hitnotering(en) in de Vlaamse Ultratop 50 | Datum van verschijnen | Datum van binnenkomst | Hoogste positie | Aantal weken | Opmerkingen                          |
| ---------------------------------------------------- | --------------------- | --------------------- | --------------- | ------------ | ------------------------------------ |
| Golden Boy                                           | 2015                  | 30-05-2015            | 36              | 2            | Inzending Eurovisiesongfestival 2015 |

1973: Ilanit · 
1974: Poogy · 
1975: Shlomo Artzi · 
1976: Chocolad Menta Mastik · 
1977: Ilanit · 
1978: Izhar Cohen & The Alphabeta · 
1979: Gali Atari & Milk and Honey · 
1981: Hakol Over Habibi · 
1982: Avi Toledano · 
1983: Ofra Haza · 
1985: Izhar Cohen · 
1986: Moti Giladi & Sarai Tzuriel · 
1987: Lazy Bums · 
1988: Yardena Arazi · 
1989: Gili & Galit · 
1990: Rita · 
1991: Duo Datz · 
1992: Dafna Dekel · 
1993: The Shiru Group · 
1995: Liora · 
1998: Dana International · 
1999: Eden · 
2000: Ping Pong · 
2001: Tal Sondak · 
2002: Sarit Hadad · 
2003: Lior Narkis · 
2004: David D'Or · 
2005: Shiri Maimon · 
2006: Eddie Butler · 
2007: Teapacks · 
2008: Bo'az Ma'uda · 
2009: Noa & Mira Awad · 
2010: Harel Skaat · 
2011: Dana International · 
2012: Izabo · 
2013: Moran Mazor · 
2014: Mei Finegold · 
2015: Nadav Guedj · 
2016: Hovi Star · 
2017: Imri Ziv · 
2018: Netta Barzilai · 
2019: Kobi Marimi · 
2021: Eden Alene · 
2022: Michael Ben David · 
2023: Noa Kirel · 
2024: Eden Golan · 
2025: Yuval Raphael
- MusicBrainz: c5ca85f9-da3a-49fd-81af-44dad615f603
- Nationale Bibliotheek van Israël: 987007360691605171
- Virtual International Authority File: 5912150943158326760008